# 薩默斯鎮區 (北卡羅萊納州威爾克斯縣)
薩默斯鎮區（英語：Somers Township）是位於美國北卡羅萊納州威爾克斯縣的一個鎮區。

## 地方資料
薩默斯鎮區的面積為78.47平方千米，皆為陸地。根據2020年美國人口普查的數據，當地共有人口1741人，而人口密度為每平方千米22.19人。